# 3. deild Wysp Owczych (1997)
W roku 1997 odbyła się 21. edycja 3. deild Wysp Owczych – trzeciej ligi piłki nożnej Wysp Owczych. W rozgrywkach brało udział 10 klubów z całego archipelagu. Klub z pierwszego miejsca awansował do 2. deild. W sezonie 1997 był to: GÍ II Gøta, drugi zaś musiał rozegrać baraż o awans do ligi wyższej. NSÍ II Runavík wygrał dwumecz z FS Vágar II i przeszedł do 2. deild. Klub z ostatniego miejsca spadał do 4. deild, a w roku 1997 był to Fram Tórshavn. Przedostatni klub uzyskiwał prawo do gry w barażach, które B71 II SAndoy przegrał z B36 III Tórshavn.

## Uczestnicy
| Uczestnicy 3. deild Wysp Owczych 1996                                                                         | Uczestnicy 3. deild Wysp Owczych 1996 | Uczestnicy 3. deild Wysp Owczych 1996 | Uczestnicy 3. deild Wysp Owczych 1996 |
| --- | ------------------------------------- | ------------------------------------- | ------------------------------------- |
| GÍ II | GÍ II Gøta                            | 3                                     |                                       |
| NSÍII | NSÍ II Runavík                        | 4                                     |                                       |
| ÍF II | ÍF II Fuglafjørður                    | 5                                     |                                       |
| HBIII | HB III Tórshavn                       | 6                                     |                                       |
| B71II | B71 II Sandoy                         | 7                                     |                                       |
| Fram | Fram Tórshavn                         | 8                                     |                                       |
| KÍ III | KÍ III Klaksvík                       | 9                                     |                                       |
| Spadek z 2. deild Wysp Owczych 1996                                                                           |                                       |                                       |                                       |
| SKÁ | Skála ÍF                              | 9                                     |                                       |
| SÍ | SÍ Sørvágur                           | 10                                    |                                       |
| Awans z 4. deild Wysp Owczych 1996                                                                            |                                       |                                       |                                       |
| VB II | VB II Vágur                           |                                       |                                       |
| Oznaczenia: - kolumna pierwsza – skróty nazw drużyn, - kolumna trzecia – miejsce zajęte w poprzednim sezonie. |                                       |                                       |                                       |

## Tabela ligowa
| Lp. | Drużyna            | M  | Z  | R | P  | Bramki | Bramki | Różn. | Pkt | Uwagi              |
| --- | ------------------ | -- | -- | - | -- | ------ | ------ | ----- | --- | ------------------ |
| 1   | GÍ II Gøta (M) (A) | 18 | 15 | 1 | 2  | 105    | 21     | +84   | 46  | Awans do 2. deild  |
| 2   | NSÍ II Runavík (A) | 18 | 14 | 1 | 3  | 73     | 23     | +50   | 43  | Baraże o 2. deild  |
| 3   | VB II Vágur        | 18 | 12 | 1 | 5  | 63     | 46     | +17   | 37  |                    |
| 4   | SÍ Sørvágur (S)    | 18 | 8  | 1 | 9  | 48     | 53     | −5    | 25  | Drużyna rozwiązana |
| 5   | Skála ÍF           | 18 | 8  | 0 | 10 | 47     | 50     | −3    | 24  |                    |
| 6   | ÍF II Fuglafjørður | 18 | 7  | 3 | 8  | 45     | 54     | −9    | 24  |                    |
| 7   | HB III Tórshavn    | 18 | 8  | 0 | 10 | 63     | 79     | −16   | 24  |                    |
| 8   | KÍ III Klaksvík    | 18 | 5  | 2 | 11 | 43     | 71     | −28   | 17  |                    |
| 9   | B71 II Sandoy      | 18 | 4  | 3 | 11 | 40     | 71     | −31   | 15  | Baraże o 3. deild  |
| 10  | Fram Tórshavn (S)  | 18 | 2  | 2 | 14 | 23     | 82     | −59   | 8   | Spadek do 4. deild |

SÍ Sørvágur w 1998 roku połączył się z FS Vágar.

### Baraże o 3. deild
| Drużyna 1                            | Wynik dwumeczu | Drużyna 2     | Pierwszy mecz | Drugi mecz |
| ------------------------------------ | -------------- | ------------- | ------------- | ---------- |
| B36 III Tórshavn                     | 14-0           | B71 II Sandoy | 6:0           | 8:0        |
| Po lewej gospodarz pierwszego meczu. |                |               |               |            |

| 2 października 1997  | B36 III Tórshavn | 6:0   | B71 II Sandoy |                                                                           |
|                      | Ólafur Debes Arnfriðsson 2' · Hans Jacob Heinesen 15', 85' · Bjarke Dam Sørensen 22' · Elmar Viðarsson 70' · Kári Gullfoss 78' | (3:0) |               | Gundadalur (ovari vøllur), Tórshavn Sędzia: Arni Gunnarsson (HB Tórshavn) |
| Óli Jóhan Láberg 50' | 80' Ingimar Thomsen | (3:0) |               | Gundadalur (ovari vøllur), Tórshavn Sędzia: Arni Gunnarsson (HB Tórshavn) |

| 4 października 1997 | B71 II Sandoy                                                                         | 0:8   | B36 III Tórshavn |                                                         |
|                     |                                                                                       | (0:3) | 24', 40', 50' Jørgen Meitilberg · 32' Hans Jacob Heinesen · 52' Finnur Holm Petersen · 61' Ólafur Debes Arnfriðsson · 67' Vinjard Guttesen · 89' Bjarke Dam Sørensen | Inni í Dal, Sandur Sędzia: Jóhan Carl Dam (HB Tórshavn) |
| Petur Petersen 26'  | 57' Hans Jacob Heinesen · 60', 80' Ólafur Debes Arnfriðsson · 70' Bjarke Dam Sørensen | (0:3) | | Inni í Dal, Sandur Sędzia: Jóhan Carl Dam (HB Tórshavn) |

B36 II Tórshavn w wyniku meczów barażowych dostał się do drugiej ligi.